# Horizon Call of the Mountain
Horizon Call of the Mountain est un jeu vidéo d'action-aventure développé par Guerrilla Games et Firesprite. En tant que spin-off de la série Horizon, le jeu est publié par l'éditeur Sony Interactive Entertainment en février 2023 en tant que titre de lancement du casque de réalité virtuelle PlayStation VR2.

## Système de jeu
Le jeu se joue du point de vue à la première personne. Décrit comme "un maître de l'escalade et du tir à l'arc", Ryas, le protagoniste du jeu, est équipé d'un arc de chasseur qui peut être utilisé pour vaincre diverses créatures robotiques du jeu. Bien que le jeu soit en grande partie linéaire, les joueurs disposent de plusieurs voies pour explorer et atteindre leurs objectifs. Au fur et à mesure que le joueur progresse dans le jeu, il débloquera des outils et des engrenages supplémentaires, permettant aux joueurs d'être plus efficaces dans l'exploration et le combat. En plus de l'histoire principale, le jeu propose également un mode scénique nommé "River Ride", une visite guidée du paysage du jeu. 

## Histoire
L'histoire du jeu suit Ryas, un guerrier Carja de l'Ombre qui doit retrouver sa liberté en enquêtant sur une nouvelle menace pour le Sundom. Au cours de son voyage, Ryas rencontrera de nombreux personnages nouveaux et de retour, dont la protagoniste de la franchise Aloy. 

## Développement
Horizon Call of the Mountain a été développé par Guerrilla Games, qui a développé Horizon Zero Dawn et Horizon Forbidden West, et Firesprite, un studio basé au Royaume-Uni qui avait travaillé sur des titres VR tels que The Playroom et The Persistence. Le jeu a été officiellement annoncé lors de la conférence de presse au CES 2022 de Sony en janvier 2022. Le jeu est sorti pour le casque PlayStation VR2 le 22 février 2023 en tant que titre de lancement,. 

### Galerie artistique
- Guerrilla Games, « Art Blast », sur ArtStation, 28 novembre 2023 : recueil de concept arts et de bandes de démonstration du jeu fini.